# Uvarium de Moissac
L'uvarium de Moissac est un kiosque construit sur les bords du Tarn dans les années 1930 pour la dégustation du chasselas qui devait s'inscrire dans un projet plus grand de station uvale thérapeutique où l'on pouvait suivre des cures de raisin, fortes de la renommée du Chasselas de Moissac.
À la suite de l'arrêt du projet après la Seconde Guerre mondiale, l'uvarium est peu à peu délaissé et devient un lieu de spectacles dans les années 1960 puis aujourd'hui un restaurant.

## Histoire

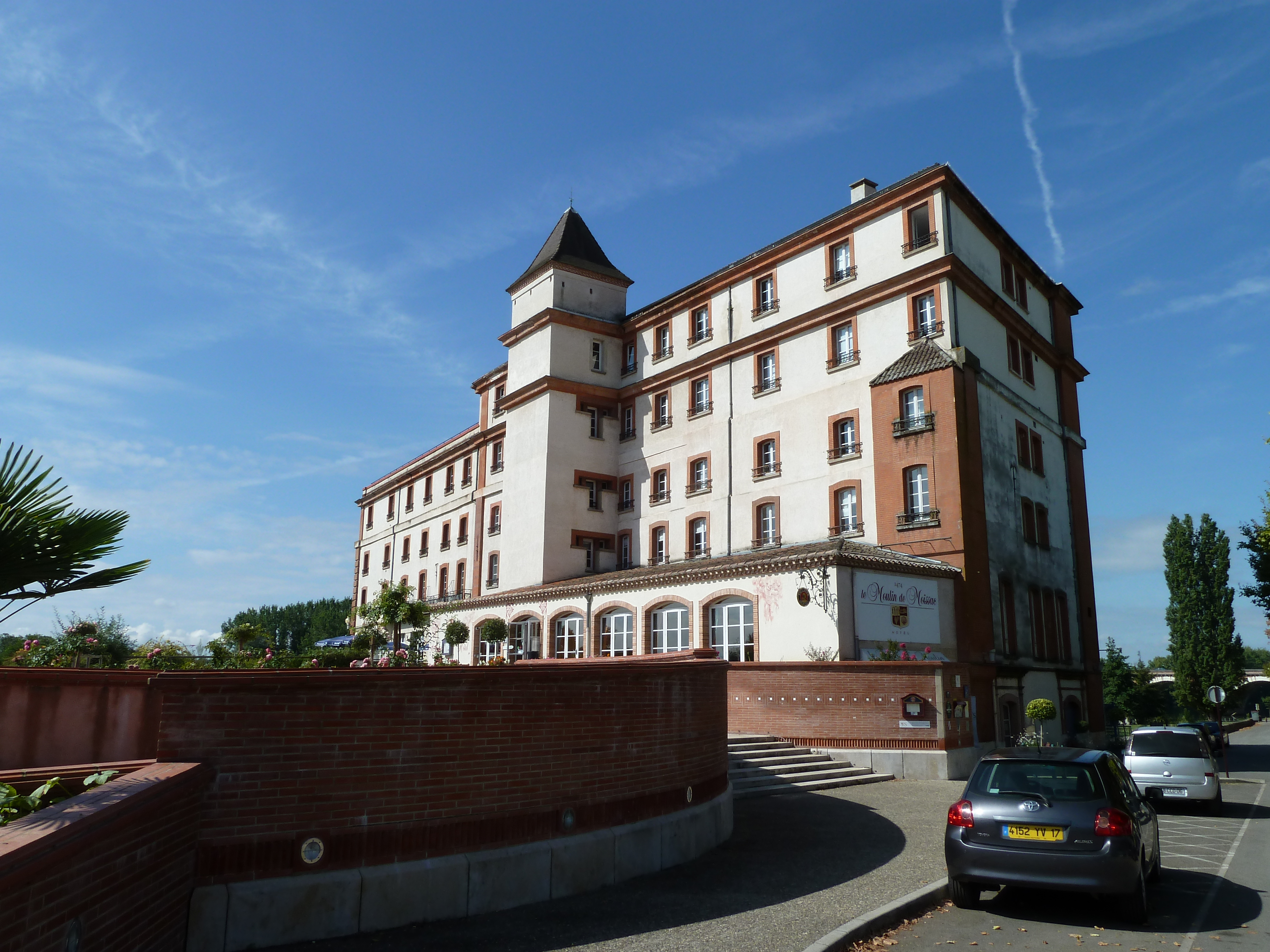
Moissac Moulin

Du latin uva — qui signifie raisin —, l'uvarium est le lieu où l'on déguste des vins, des jus de raisins, des raisins, et éventuellement un endroit où on les vend. La cure uvale fut tendance en Suisse, en Allemagne et en Italie pendant la seconde moitié du XIXe et au début du XXe siècle.
Le docteur Armand Rouanet, un médecin moissagais, souhaite dans les années 1920 faire de sa ville une cité uvale. La crue du Tarn de mars 1930 va cependant ravager la ville. De cette époque, la ville va être profondément transformée avec plusieurs bâtiments Art déco.
La ville s'associe à l'entreprise toulousaine Guiraudie et Auffève, dont les directeurs créent en octobre 1932 la Société immobilière et uvale de Moissac (SIUM). Par contrat en date du 1er mai 1933, la SIUM s'engage à édifier un hôtel, un casino, des courts de tennis ainsi qu'une usine de fabrication de jus de raisin de conservation des fruits, le tout conformément au plan d'urbanisme dressé en 1930 par les architectes départementaux Joseph Thillet et Germain Olivier en vue de faire de Moissac une station uvale avec tous les équipements d'une station thermale.
La rotonde, construite par la ville et figurant dans le plan d'urbanisme dressé par Joseph Thillet en 1931, pourrait avoir été conçue par ce dernier, de même que d'autres réalisations moissagaises contemporaines comme l'hôtel ou le hall de Paris. La station ouvre le 20 août 1933 et l'uvarium est inauguré le 10 septembre 1933 en présence de Paul Marchandeau, ministre des Finances.
Le 2 juillet 1935, la loi officialisant les stations uvales est promulguée et le décret présidentiel du 7 août 1936 classe Moissac comme station uvale reconnue par l'État (Avignon y était classé par décret du 29 juillet 1928). Depuis, d'autres stations uvales sont ouvertes en France à Mâcon, à Carcassonne ou à la gare Saint-Lazare, où chaque jour, le jus d’environ cinq tonnes de raisins est consommé.
En 1946, la ville tente de poursuivre son projet de station uvale. En 1956, la station a vendu 4,6 tonnes de raisins frais et 4 tonnes de jus de raisins.
Le site fait l'objet d'une inscription au titre des monuments historiques par arrêté du 8 janvier 2020.

## Description
La décoration de l’uvarium est l’œuvre du peintre Édouard Domergue-Lagarde, natif de Valence d’Agen qui achève les extérieurs et intérieurs en 1934.
Les pergolas ont été édifiées en 1936-1937 à la suite de l'abattage des ormes de la promenade du Moulin en 1936, remplacés par des platanes entre 1937 et 1940. Au début des années 1940, une clôture est mise en place afin de privatiser le site.